# Änis Ben-Hatira
Änis Ben-Hatira (Berlino, 18 luglio 1988) è un calciatore tedesco naturalizzato tunisino, attaccante dell'Hertha Berlino II di cui è anche capitano.

## Biografia
Nato a Berlino da padre tunisino e madre tedesca, dopo aver avuto la doppia cittadinanza tedesca-tunisina, nel 2012 diventa a tutti gli effetti cittadino tunisino. Anche i suoi fratelli Aslam ed Aymen sono calciatori.

## Caratteristiche tecniche
Trequartista di natura fisica, ha un notevole bagaglio tecnico e all'occorrenza può essere impiegato in fase avanzata come ala o seconda punta.

## Carriera

### Club
Cresce calcisticamente nella polisportiva Reinickendorfer Füchse della periferia est di Berlino, nel 1995 passa all'Hertha Berlino rimanendovi fino al 2003, anno del suo passaggio ad un'altra società berlinese, ovvero il TeBe Berlino, dove rimane fino al 2006. Nel gennaio 2006 passa all'Amburgo che lo inserisce nella squadra riserve. Dalla stagione successiva si alterna con la prima squadra, esordendo in Bundesliga il 24 febbraio 2007 nel match interno contro l'Eintracht Francoforte vinto per 3-1. Il 2 febbraio 2009 viene prestato al Duisburg dove in 13 presenze va a segno in due occasioni. Rientrato ad Amburgo gioca i preliminari di Europa League contro i danesi del Randers restando in campo 45 minuti, ad agosto viene prestato nuovamente al Duisburg chiudendo la stagione con un solo gol segnato nella vittoria contro l'Hansa Rostock in 16 presenze. Nella stagione seguente ritorno ad Amburgo alternandosi tra prima e seconda squadra giocando in entrambi su buoni livelli.
Nel luglio 2017 firma per l'Espérance giocando così per la prima volta per una squadra del suo paese. Complice un infortunio chiude la stagione con sole 8 presenze ed una rete nella fattispecie contro il Club Africain riuscendo comunque a vincere il campionato tunisino e la prestigiosa CAF Champions League, la competizione più importante in Africa, restando al termine della stagione svincolato.
Rimasto svincolato, accetta la proposta dell'Honvéd, club magiaro militante nella massima serie. Esordisce in campionato il 16 febbraio nella sconfitta per 2-1 contro il Diosgyor. Segna la prima rete in maglia rossonera in Coppa d'Ungheria contro il Tiszakécske risultando determinante per il passaggio del turno, in campionato invece va a segno tre giorni dopo nel derby cittadino contro l'MTK Budapest firmando la rimonta e regalando il successo alla sua squadra per 2-1. Si ripete il 27 aprile nel sentito derby contro i concittadini del Ferencváros segnando una doppietta che sarà cruciale per consegnare anche stavolta la vittoria alla sua squadra per 3-2, chiude la stagione come uno degli elementi determinanti della rosa con cinque reti in 17 partite totali. Nella stagione seguente, una pessima forma atletica e fisica dopo 8 presenze e l'unica rete messa a segno contro il Mezőkövesd-Zsóry nella vittoria giunta per 2-1, l'11 dicembre portano la dirigenza del club di Kispest a metterlo fuori rosa e a gennaio 2020 a rescindere il suo contratto, restando ancora una volta svincolato.
Dopo quasi un anno senza squadra, si accorda con il Karlsruhe in 2. Bundesliga, chiudendo la stagione con 11 presenze e con l'unico gol segnato contro il Sandhausen nella vittoria del 23 febbraio, che consente alla sua squadra di salvarsi dalla retrocessione all'ultima giornata di campionato. Rimasto in squadra anche la stagione successiva non viene mai impiegato, così il 28 gennaio si trasferisce al Larissa in massima serie ellenica, firmando un contratto fino al termine della stagione. Qui delude le aspettative, non riuscendo mai ad andare a segno nelle 11 presenze e non riuscendo ad evitare la retrocessione del club, decretata con l'ultimo posto in campionato, cause che faranno tornare il giocatore svincolato a fine stagione. Il 31 gennaio 2022 torna in Germania, accasandosi ad una delle squadre della sua città natale, il Berliner AK 07 militante in Regionalliga, quarta serie del calcio tedesco. Con il club berlinese gioca 10 partite e torna al gol, segnando due reti, contribuendo a lottare per le posizioni di vertice, chiudendo poi in settima posizione. Le buone prestazioni gli valgono l'ingaggio del Monastir, club della massima serie tunisina, con cui torna a giocare la CONCACAF Champions Cup. Ma a gennaio 2023 lo scarso impiego e le scarse prestazioni ottenute portano lo stesso giocatore allo svincolarsi dal club tunisino.
In vista del campionato 2023-24 torna a distanza di sette anni all'Herta Berlino, che gli fa firmare un contratto biennale e lo inserisce nella squadra riserve militante in Regionalliga, dandogli la fascia da capitano e la maglia numero 10, già indossata in precedenza con il club berlinese.

### Nazionale
Nel 2006 è stato convocato con l'Under-19 tedesca con la quale mette a segno 4 reti in 8 presenze, dal 2007 al 2008 ha fatto parte dell'Under-20 con la quale è sceso in campo in 6 occasioni senza mai segnare. Nel 2009 il ct Horst Hrubesch lo convoca con l'Under-21 inserendolo nella lista per il Campionato europeo di categoria tenutosi in Svezia dove si è laureato campione insieme al resto della squadra. Dal 2012 acquisita la cittadinanza tunisina fa parte della nazionale maggiore.

## Statistiche

### Presenze e reti nei club
Statistiche aggiornate al 7 gennaio 2020.
| Stagione                 | Squadra                  | Campionato               | Campionato | Campionato | Coppe nazionali | Coppe nazionali | Coppe nazionali | Coppe continentali | Coppe continentali | Coppe continentali | Altre coppe | Altre coppe | Altre coppe | Totale | Totale |
| Stagione                 | Squadra                  | Comp                     | Pres       | Reti       | Comp            | Pres            | Reti            | Comp               | Pres               | Reti               | Comp        | Pres        | Reti        | Pres   | Reti   |
| ------------------------ | ------------------------ | ------------------------ | ---------- | ---------- | --------------- | --------------- | --------------- | ------------------ | ------------------ | ------------------ | ----------- | ----------- | ----------- | ------ | ------ |
| gen.-giu. 2006           | Amburgo II               | RN                       | 14         | 2          | -               | -               | -               | -                  | -                  | -                  | -           | -           | -           | 14     | 2      |
| 2006-2007                | Amburgo II               | RN                       | 11         | 5          | -               | -               | -               | -                  | -                  | -                  | -           | -           | -           | 11     | 5      |
| 2007-2008                | Amburgo II               | RN                       | 13         | 2          | -               | -               | -               | -                  | -                  | -                  | -           | -           | -           | 13     | 2      |
| 2008-feb. 2009           | Amburgo II               | RN                       | 1          | 0          | -               | -               | -               | -                  | -                  | -                  | -           | -           | -           | 1      | 0      |
| 2006-2007                | Amburgo                  | BL                       | 5          | 0          | CG              | 0               | 0               | UCL                | 0                  | 0                  | -           | -           | -           | 5      | 0      |
| 2007-2008                | Amburgo                  | BL                       | 3          | 0          | CG              | 1               | 0               | CU+Int             | 4+0                | 0+0                | -           | -           | -           | 8      | 0      |
| 2008-feb.2009            | Amburgo                  | BL                       | 2          | 0          | CG              | 0               | 0               | CU                 | 1                  | 0                  | -           | -           | -           | 3      | 0      |
| feb.-giu. 2009           | Duisburg                 | 2BL                      | 13         | 2          | CG              | -               | -               | -                  | -                  | -                  | -           | -           | -           | 13     | 2      |
| lug.-ago. 2009           | Amburgo                  | BL                       | 0          | 0          | CG              | 0               | 0               | UEL                | 1                  | 0                  | -           | -           | -           | 1      | 0      |
| ago. 2009-2010           | Duisburg                 | 2BL                      | 16         | 1          | CG              | 2               | 0               | -                  | -                  | -                  | -           | -           | -           | 18     | 1      |
| Totale Duisburg          | Totale Duisburg          | Totale Duisburg          | 29         | 3          |                 | 2               | 0               |                    | -                  | -                  |             | -           | -           | 31     | 3      |
| 2010-2011                | Amburgo II               | RN                       | 12         | 7          | -               | -               | -               | -                  | -                  | -                  | -           | -           | -           | 12     | 7      |
| Totale Amburgo II        | Totale Amburgo II        | Totale Amburgo II        | 51         | 16         |                 | -               | -               |                    | -                  | -                  |             | -           | -           | 51     | 16     |
| 2010-2011                | Amburgo                  | BL                       | 18         | 3          | CG              | 0               | 0               | -                  | -                  | -                  | -           | -           | -           | 18     | 3      |
| ago. 2011                | Amburgo                  | BL                       | 1          | 0          | CG              | 0               | 0               | -                  | -                  | -                  | -           | -           | -           | 1      | 0      |
| Totale Amburgo           | Totale Amburgo           | Totale Amburgo           | 29         | 3          |                 | 1               | 0               |                    | 6                  | 0                  |             | -           | -           | 36     | 3      |
| ago. 2011-2012           | Hertha Berlino II        | RN                       | 5          | 2          | -               | -               | -               | -                  | -                  | -                  | -           | -           | -           | 5      | 2      |
| ago. 2011-2012           | Hertha Berlino           | BL                       | 17+2       | 3+1        | CG              | 2               | 0               | -                  | -                  | -                  | -           | -           | -           | 21     | 4      |
| 2012-2013                | Hertha Berlino           | ZL                       | 18         | 4          | CG              | 1               | 0               | -                  | -                  | -                  | -           | -           | -           | 19     | 4      |
| 2013-2014                | Hertha Berlino           | BL                       | 21         | 3          | CG              | 1               | 2               | -                  | -                  | -                  | -           | -           | -           | 22     | 5      |
| 2014-2015                | Hertha Berlino           | BL                       | 15         | 4          | CG              | 1               | 0               | -                  | -                  | -                  | -           | -           | -           | 16     | 4      |
| 2015-feb. 2016           | Hertha Berlino           | BL                       | 0          | 0          | CG              | 0               | 0               | -                  | -                  | -                  | -           | -           | -           | 0      | 0      |
| Totale Hertha Berlino    | Totale Hertha Berlino    | Totale Hertha Berlino    | 71+2       | 14+1       |                 | 5               | 2               |                    | -                  | -                  |             | -           | -           | 78     | 17     |
| fen.-giu. 2016           | E. Francoforte           | BL                       | 9+2        | 1+0        | CG              | -               | -               | -                  | -                  | -                  | -           | -           | -           | 11     | 1      |
| 2016-gen. 2017           | Darmstadt                | BL                       | 11         | 1          | CG              | 0               | 0               | -                  | -                  | -                  | -           | -           | -           | 11     | 1      |
| gen.-giu. 2017           | Gaziantepspor            | SL                       | 14         | 2          | TK              | 0               | 0               | -                  | -                  | -                  | -           | -           | -           | 14     | 2      |
| 2017-2018                | Espérance                | L1                       | 8          | 1          | CT              | 0               | 0               | CCL                | 0                  | 0                  |             | -           | -           | 8      | 1      |
| feb.-giu. 2019           | Honvéd                   | NBI                      | 12         | 3          | MK              | 5               | 2               | UEL                | -                  | -                  | -           | -           | -           | 17     | 5      |
| 2019-gen. 2020           | Honvéd                   | NBI                      | 8          | 1          | MK              | 2               | 0               | UEL                | 0                  | 0                  | -           | -           | -           | 10     | 1      |
| Totale Honvéd            | Totale Honvéd            | Totale Honvéd            | 20         | 4          |                 | 7               | 2               |                    | 0                  | 0                  |             | -           | -           | 27     | 6      |
| gen.-giu.2020            | Karlsruhe                | 2BL                      | 11         | 1          | DFB             | 0               | 0               | -                  | -                  | -                  | -           | -           | -           | 11     | 1      |
| 2020-gen.2021            | Karlsruhe                | 2BL                      | 0          | 0          | DFB             | 0               | 0               | -                  | -                  | -                  | -           | -           | -           | 0      | 0      |
| Totale Karlsruhe         | Totale Karlsruhe         | Totale Karlsruhe         | 11         | 1          |                 | 0               | 0               |                    | -                  | -                  |             | -           | -           | 11     | 1      |
| gen.-giu.2021            | Larissa                  | SL                       | 11         | 0          | CG              | 1               | 0               | -                  | -                  | -                  | -           | -           | -           | 12     | 0      |
| gen.-giu. 2022           | Berliner AK 07           | RN                       | 10         | 2          | CG              | 1               | 0               | -                  | -                  | -                  | -           | -           | -           | 11     | 2      |
| 2022-gen. 2023           | Monastir                 | L1                       | 4          | 0          | CT              | 0               | 0               | CdCC               | 4                  | 0                  | CdC         | 1           | 0           | 9      | 0      |
| 2023-2024                | Hertha Berlino II        | RN                       | 20         | 2          | -               | -               | -               | -                  | -                  | -                  | -           | -           | -           | 20     | 2      |
| 2024-2025                | Hertha Berlino II        | RN                       | 7          | 1          | -               | -               | -               | -                  | -                  | -                  | -           | -           | -           | 7      | 1      |
| Totale Hertha Berlino II | Totale Hertha Berlino II | Totale Hertha Berlino II | 32         | 5          |                 | -               | -               |                    | -                  | -                  |             | -           | -           | 32     | 5      |
| Totale Carriera          | Totale Carriera          | Totale Carriera          | 314        | 54         |                 | 17              | 4               |                    | 10                 | 0                  |             | 1           | 0           | 342    | 58     |

### Cronologia presenze e reti in nazionale
| Cronologia completa delle presenze e delle reti in nazionale ― Perù | Cronologia completa delle presenze e delle reti in nazionale ― Perù | Cronologia completa delle presenze e delle reti in nazionale ― Perù | Cronologia completa delle presenze e delle reti in nazionale ― Perù | Cronologia completa delle presenze e delle reti in nazionale ― Perù | Cronologia completa delle presenze e delle reti in nazionale ― Perù | Cronologia completa delle presenze e delle reti in nazionale ― Perù | Cronologia completa delle presenze e delle reti in nazionale ― Perù |
| Data                                                                | Città                                                               | In casa                                                             | Risultato                                                           | Ospiti                                                              | Competizione                                                        | Reti                                                                | Note                                                                |
| ------------------------------------------------------------------- | ------------------------------------------------------------------- | ------------------------------------------------------------------- | ------------------------------------------------------------------- | ------------------------------------------------------------------- | ------------------------------------------------------------------- | ------------------------------------------------------------------- | ------------------------------------------------------------------- |
| 29-2-2012                                                           | Tunisi                                                              | Tunisia                                                             | 1 – 1                                                               | Perù                                                                | Amichevole                                                          | -                                                                   | 65’                                                                 |
| 27-5-2012                                                           | Monastir                                                            | Tunisia                                                             | 5 – 1                                                               | Ruanda                                                              | Amichevole                                                          | -                                                                   | 46’                                                                 |
| 2-6-2012                                                            | Monastir                                                            | Tunisia                                                             | 3 – 1                                                               | Guinea Equatoriale                                                  | Qual. Mondiali 2014                                                 | -                                                                   |                                                                     |
| 9-6-2012                                                            | Praia                                                               | Capo Verde                                                          | 1 – 2                                                               | Tunisia                                                             | Qual. Mondiali 2014                                                 | -                                                                   | 57’                                                                 |
| 15-8-2012                                                           | Kecskemét                                                           | Tunisia                                                             | 2 – 2                                                               | Iran                                                                | Amichevole                                                          | -                                                                   |                                                                     |
| 13-10-2012                                                          | Monastir                                                            | Tunisia                                                             | 0 – 0                                                               | Sierra Leone                                                        | Qual. Coppa d'Africa 2013                                           | -                                                                   | 71’ 90+1’                                                           |
| 14-8-2013                                                           | Radès                                                               | Tunisia                                                             | 3 – 0                                                               | Rep. del Congo                                                      | Amichevole                                                          | -                                                                   | 46’                                                                 |
| 13-10-2013                                                          | Tunisi                                                              | Tunisia                                                             | 0 – 0                                                               | Camerun                                                             | Qual. Mondiali 2014                                                 | -                                                                   | 83’                                                                 |
| 27-3-2015                                                           | Ōita                                                                | Giappone                                                            | 2 – 0                                                               | Tunisia                                                             | Amichevole                                                          | -                                                                   | 69’                                                                 |
| 31-3-2015                                                           | Nanchino                                                            | Cina                                                                | 1 – 1                                                               | Tunisia                                                             | Amichevole                                                          | -                                                                   | 35’                                                                 |
| 9-10-2016                                                           | Monastir                                                            | Tunisia                                                             | 2 – 0                                                               | Guinea                                                              | Qual. Mondiali 2018                                                 | 1                                                                   | 72’                                                                 |
| 11-11-2016                                                          | Bologhine                                                           | Libia                                                               | 0 – 1                                                               | Tunisia                                                             | Qual. Mondiali 2018                                                 | -                                                                   | 46’                                                                 |
| Totale                                                              |                                                                     | Presenze                                                            | 12                                                                  |                                                                     | Reti                                                                | 1                                                                   |                                                                     |

## Palmarès

### Club

#### Competizioni nazionali
- Campionato tedesco di seconda divisione: 1

Hertha Berlino: 2012-2013
- Campionato tunisino: 1

Espérance: 2017-2018

#### Competizioni internazionali
- CAF Champions League: 1

Espérance: 2018

### Nazionale
- Campionato d'Europa Under-21: 1

2009

### Individuale
- Capocannoniere dell'Europeo Under-19: 1

2007 (3 gol)